# Kelontekemäjärvi
Kelontekemäjärvi är en sjö i Finland. Den ligger i kommunen Kittilä i landskapet Lappland, i den norra delen av landet, 800 km norr om huvudstaden Helsingfors. Kelontekemäjärvi ligger 197,5 meter över havet. Den är 5,1 meter djup. Arean är 16,43 kvadratkilometer och strandlinjen är 26,21 kilometer lång. Sjön  ingår i Kemi älvs huvudavrinningsområde.   Den sträcker sig 8,3 kilometer i nord-sydlig riktning, och 7,4 kilometer i öst-västlig riktning.
I övrigt finns följande i Kelontekemäjärvi:
- Saijansaari (en ö)
- Manalaissaari (en ö)

I övrigt finns följande vid Kelontekemäjärvi:
- Puljujärvi (en sjö)
- Silmäsvuoma (en sumpmark)